# Parascolaimus ungulatus
Parascolaimus ungulatus är en rundmaskart som beskrevs av Christian Wieser 1959. Parascolaimus ungulatus ingår i släktet Parascolaimus och familjen Axonolaimidae. Inga underarter finns listade i Catalogue of Life.